# Jörg Heydemann

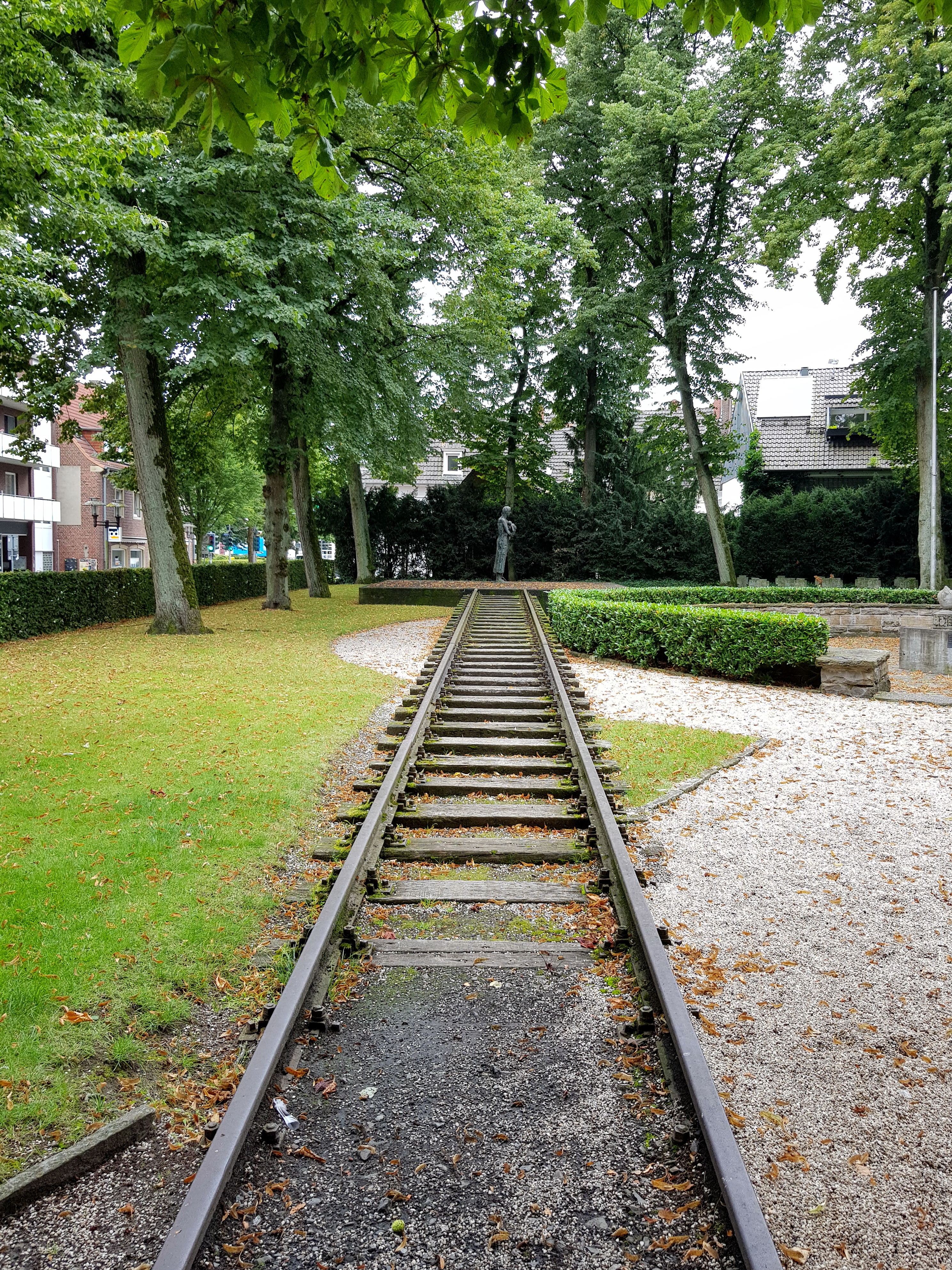
Mahnmal für die Opfer der nationalsozialistischen Gewaltherrschaft am Ehrenmal in Coesfeld (1992) (Bild ist annotiert)

Jörg Heydemann (* 7. Januar 1941 in Danzig) ist ein Bildhauer und Objektkünstler aus Billerbeck. Er war Professor an der Fachhochschule Münster.

## Werdegang
Nach einer Tischlerlehre und einer A- und E-Schweißerausbildung begann Heydemann 1963 an der Hochschule der Bildenden Künste in Hamburg das Studium der Bildhauerei. Gefördert wurde er durch die Studienstiftung des deutschen Volkes. Er war Schüler von Gustav Seitz, Avramidis, Berrocal und Harry Kramer.
1969 erhielt er ein Stipendiat an der Villa Massimo in Rom.
Von 1971 bis 2004 lehrte Jörg Heydemann an der Fachhochschule Münster (Fachbereich Design) die Fächer Plastisches Gestalten und Produktdesign. Er publizierte zu Lern- und Lehrmitteln für die Blinden-, Körperbehinderten- und Museumspädagogik sowie zu Kunst im Straßenraum.
Jörg Heydemann ist Mitglied im Deutschen Künstlerbund.

## Werke

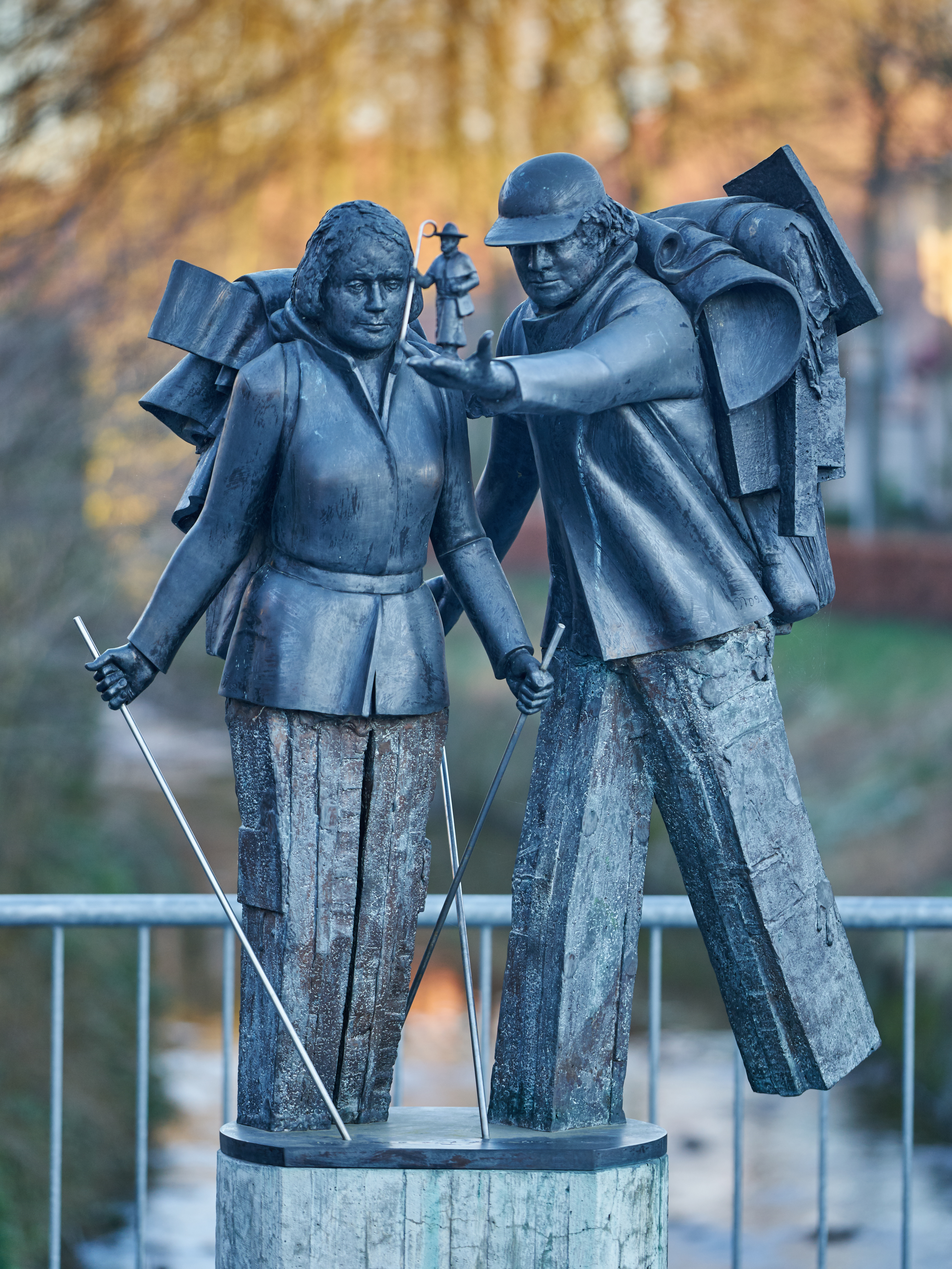
Skulptur „Wir sind auf dem Weg“

Unter anderem finden sich folgende seiner künstlerischen Werke im öffentlichen Raum:
- „Der Stadtausrufer“ (1988) und neun weitere Kunstwerke, Telgte[5]
- „Wir sind auf dem Weg“ (Wanderdenkmal 2010), Coesfeld
- „Lebenskünstler“, Coesfeld[6]
- Mahnmal für die Opfer der nationalsozialistischen Gewaltherrschaft (1992), Coesfeld[7]
- „Puck“, Theatermeile, Billerbeck[8]
- „Galgenvogel“, Theatermeile, Billerbeck[8]

Zu weiteren Objekten seines Wirkens gehören auch Zeichnungen mit Lehm und Erde und kinetische Kunstwerke.